# 劉田 (嘉靖進士)
劉田（1519年—？），字仲龍，河南南陽衛人，官籍，明朝政治人物。

## 生平
嘉靖三十七年（1558年）戊午科河南鄉試第四十一名舉人。嘉靖四十一年（1562年）中式壬戌科會試第一百十三名，三甲第九十一名進士。授章丘縣知縣，調蠡县。

## 家族
曾祖劉翰，指揮使；祖父劉哲；父劉繼先，母楊氏。慈侍下。